# Kretikus
Kretikus (altgriechisch κρητικός kretikos, lateinisch creticus; Plural Kretizi oder Kretiker) oder Amphimacer (auch Amphimazer; griechisch ἀμφίμακρος amphimakros „beidseits lang“) bezeichnet in der antiken Verslehre einen einfachen, dreigliedrigen Versfuß, bei dem ein Breve von zwei Longa eingeschlossen wird, in metrischer Notation also
—◡—
In der metrischen Formelnotation wird der Kretikus mit cr abgekürzt.
Der Name Kretikus erscheint erst spät bei Hephaistion. Er geht auf Thaletas, einen Chorlyriker des 7. Jahrhunderts v. Chr. zurück, dem man die Einführung kretischer Rhythmen in Sparta zuschrieb.
Der Kretikus kann durch Synkopierung, also durch Weglassen einer Kürze, aus dem jambischen (◡—◡—) bzw. dem trochäischen Metron (—◡—◡) abgeleitet werden. Beim jambischen Metron wird dabei die erste, beim trochäischen die letzte Kürze weggelassen, woraus sich die Nähe des Kretikus zu jambischen und trochäischen Rhythmen erklärt. Mit einem vorangestellten Jambus wird der Kretikus zum Dochmius (◡——◡—).
In der deutschen Dichtung erscheint der Kretikus in der metrumsgenauen Übersetzung antiker Texte, in antikisierenden Formen wie Odenstrophen und als gelegentlicher Bestandteil geläufigerer Formen wie alternierender Verse und Strophen in meist trochäischem Metrum; auch aus Kretikern und Trochäen gemischte Verse tauchen auf.

## Kretische Versmaße
Kretische Versmaße erscheinen in der griechischen Lyrik bei Bakchylides und in der Komödie bei Aristophanes. In der frühen römischen Komödie vor allem bei Plautus, aber auch bei Livius Andronicus und Ennius. Als Klausel häufig bei Cicero.
Kretische Versmaße sind in der antiken Metrik:
- Kretische Dipodie (cr2) bei Plautus und Livius Andronicus bzw. kretischer Dimeter (crd)

—◡—ˌ—◡◠
- Kretische Tripodie (cr3)

—×—ˌ—◡—ˌ—◡◠
- Kretischer Quaternar (cr4) bzw. kretischer Tetrameter, häufig bei Plautus und anderen

—×—ˌ—◡—ˌ—◡—ˌ—◡◠
Meist befindet sich eine Dihärese nach dem sechsten Element, das dann als Elementum indifferens behandelt wird:
—×—ˌ—◡◠ ‖ —◡—ˌ—◡◠
- Kretisches Kolon (crc)

—×—×◠
Zwei Beispielverse für den kretischen Tetrameter aus der 3. Szene des ersten Akts von Plautus’ Rudens (Der Schiffbruch):
hoc, quod induta sum, summae opes oppido,

nec cibo nec loco tecta quo sim, scio
Johann Jakob Christian Donner hat in seiner metrischen Übersetzung diese beiden Verse so wiedergegeben:
Dies Gewand, das mich deckt, ach, es ist all mein Gut!

Speise nicht weiß ich hier, keinen Ort, der mich schützt.
Donner bildet dabei durchaus mit Erfolg die vier Kretiker des lateinischen Originalverses nach:
Dies Gewand, | das mich deckt, || ach, es ist | all mein Gut!

Speise nicht | weiß ich hier, || keinen Ort, | der mich schützt.

## Kretische Verse in der deutschen Dichtung
Da die Nachbildung kretischer Reihen in modernen Sprachen mit akzentuierendes Versprinzip erfordern würde, dass betonte Silben unmittelbar aufeinander folgen, treten im Deutschen ähnliche Schwierigkeiten auf wie etwa bei der Nachbildung des Spondeus. Verse aus Kretikern oder Strophen, die aus Kretischen Versen gebildet werden, sind daher in der deutschen Dichtung zwar vertreten, aber vergleichsweise selten.

### Kretische Monometer
Verse, die die Form —◡— aufweisen, könnten als kretische Monometer aufgefasst werden; treten sie aber zum Beispiel als Bestandteil von Reimstrophen auf, bei denen katalektische und akatalektische Verse wechseln, liegt näher, sie als katalektische trochäische Verse zu betrachten, wie zum Beispiel die erste Strophe von Hermann Rolletts Die stolze Eiche zeigt:
Arme Blume,

Spricht der Baum,

Bald vorüber

Ist dein Traum.
Näher liegt die Einordnung als kretischer Monometer, sind alle Verse eines Gedichts so gebildet, wie etwa in Robert Gernhardts Indianergedicht. Dessen erste vier Verse:
Mann, dein Pferd

ist nichts wert.

Hier: Das Bein

ist zu klein.

### Kretische Dimeter
Ähnliches wie für den kretischen Monometer gilt für Verse mit der Silbenfolge —◡——◡—. Erscheinen sie in Gedichten, die überwiegend aus trochäischen Versen bestehen, ist es sinnvoll, solche Verse als katalektische trochäische Vierheber zu verstehen, bei denen die mittlere, schwach betonte Senkungssilbe durch eine Pause ersetzt wird: —◡—(◡)—◡—. In Friedrich Georg Jüngers Beschwörung etwa folgen auf sieben aus zwei katalektischen trochäischen Vierhebern gebildeten Strophen diese beiden Schlussstrophen:
In der Elfen Zehenspur

Zieh ich meiner Reime Schnur.

Zauberei, Zauberei,

Mache die Gefangnen frei!
Im vorletzten Vers ist die mittlere Senkungssilbe ausgefallen. Horst Joachim Frank merkt zu zweizeiligen Strophen dieser Art an, dass „gelegentlich im ersten Vers der Strophe die zweite Senkung ausfällt, so dass die Aufeinanderfolge der beiden mittleren Hebungen eine kurze Pause und damit eine Zweischenkligkeit dieses Verses bewirkt.“
Solche Verse finden sich auch häufig in Liedtexten, zum Beispiel in Kinderliedern wie Hänschen klein oder das nach derselben Melodie gesungene Alles neu macht der Mai, in Trinkliedern wie Auf und trinkt! Brüder trinkt!, in Wiegenliedern wie Kindchen mein, schlaf' nun ein oder in Weihnachtsliedern wie Weihnachtszeit, schönste Zeit, meist als Bestandteil umfangreicherer Strophen. Ein frühes Beispiel findet sich beim mittelalterlichen Dichter Neidhart in dessen Lied Meie, dîn liehter schîn. Auch Gassenhauer bedienten sich dieses Aufbaus; der Vierzeiler Lott' ist tot etwa gelangte zu weiter Verbreitung und findet etwa in Hermann Löns’ Humoreske Ein Liebeslied Erwähnung: „Im zoologischen Garten zu Hannover ist ein australischer Flötenvogel, der pfeift von früh bis spät das Lied: ‚Lott ist tot‘. Sein früherer Wärter hat es ihm beigebracht, und der Mann war sehr stolz darauf. Aber nach einem Vierteljahre hatte er genug davon. Wo er ging und stand, hörte er nichts und weiter nichts als: Lott ist tot, Lott ist tot, Jule liegt im Sterben; das ist gut, das ist gut, gibt es was zu erben. Alles, was er tat, ob er die Vögel fütterte oder sich selber, ob er sich die Nase oder die Fensterscheiben putzte, bewerkstelligte er nach dem Takte von ‚Lott ist tot‘; sogar einen Lottisttotgang hatte er sich angewöhnt.“
Mischen sich in Gedichten Verse dieser Art regelmäßig mit rein trochäischen Versen, ist es möglich und wohl auch sinnvoll, sie als tatsächliche kretische Verse aufzufassen. Ein Beispiel ist Christian Morgensterns Das Wasser:
Ohne Wort, ohne Wort

rinnt das Wasser immerfort;

andernfalls, andernfalls

spräch’ es doch nichts andres als:

Bier und Brot, Lieb und Treu, –

und das wäre auch nicht neu.

Dieses zeigt, dieses zeigt,

dass das Wasser besser schweigt.
Hier sind die ungeradzahligen Verse („Bier und Brot || Lieb und Treu“) kretische Dimeter mit mittiger Dihärese (—◡— ‖ —◡—), die geradzahligen sind katalektische trochäische Dimeter (—◡—◡—◡—). Schon bei den antiken Rednern, etwa bei Cicero, ist der verdoppelte Kretikus oder Dikretikus als rhetorische Klausel verwendet worden, und in ähnlicher Weise besteht in Morgensterns Gedicht der Vers „Bier und Brot, Lieb' und Treu“ aus alltäglichen Wendungen, die aus zwei einsilbigen, durch Konjunktion verbundenen (gern alliterierenden) Substantiven bestehen. Weitere Beispiele sind etwa „Gut und Geld“, „Haus und Hof“ usw. Auch Brod und Wein, der Titel einer berühmten Elegie Friedrich Hölderlins, ist so gebaut.
Eindeutig als kretische Dimeter sind solche Verse erkennbar, wenn sie im Rahmen einer nach antiken Vorbildern entwickelten Odenstrophe verwendet werden. An meinen Nachtigal von Klamer Schmidt verwendet dieses Strophenschema:
◡—◡◡—◡◡—
—◡—◡◡—◡—
—◡—ˌ—◡—
◡—◡◡—◡—◡◡—◡
Der dritte Vers ist ein kretischer Dimeter. Die dritte Strophe:
Die Wahrheit und heiliges Recht

Pyrrhas haderndes Volk gelehrt:

Großer Stoff, wenn dereinst

Die richtende Waage Nemesis hebet!

### Kretische Trimeter
Kretische Trimeter finden sich sehr vereinzelt als Bestandteile von nach antiken Grundsätzen gebauten Strophen, etwa in Johannes Minckwitz’ Gott mit uns mit folgendem Strophenschema:
—◡—ˌ—◡—ˌ—◡—
◡—◡◡—◡—ˌ◡——◡—
——◡◡—◡—◡
—◡◡—ˌ—◡◡—
Der erste Vers ist ein kretischer Trimeter. Die zweite Strophe von Gott mit uns:
Nachtumgähnt wallt der Mensch seinen Pfad,

Und unter der Sohle schwankt der Grund oft geheim;

Unwetter bedroh'n verborgen,

Spielend im Wind, Nacken und Haupt!
Am Beginn des zwanzigsten Gesangs von Friedrich Gottlieb Klopstocks Messias findet sich in den Versen 5–8 ein Vierzeiler, der einen kretischen Trimeter als zweiten Vers hat. Das Strophenschema:
—◡—◡——◡—
—◡—ˌ—◡—ˌ—◡—
—◡—◡◡—◡—◡—
◡——◡◡——◡◡—
Fanget bebend an, atmet kaum

Leisen Laut; denn es ist Christus' Lob,

Was zu singen ihr wagt! Die Ewigkeit

Durchströmt's! Tönt von Äon fort zu Äon!
Wie aus Klopstocks eigenen Aufzeichnungen hervorgeht, ist auch der erste Vers dieser Strophe aus einem kretischen Trimeter entstanden durch Fortlassen von dessen dritter (langer) Silbe.

### Kretische Tetrameter
Die strenge Bewegung kretischer Tetrameter kann nach antikem Vorbild gemildert werden, indem bei einem oder mehreren der kretischen Versfüße eine der langen Silben, meist ist es die zweite, in zwei kurze Silben aufgelöst wird, wodurch ein erster Päon entsteht: aus einem —◡— wird so ein —◡◡◡. In Ball von Karl Friedrich Schimper geschieht das in den ersten beiden Versen der verwendeten Strophe:
—◡—ˌ—◡—ˌ—◡◡◡ˌ—◡—
—◡—ˌ—◡—ˌ—◡◡◡ˌ—◡—
—◡◡◡ˌ——ˌ—◡◡◡ˌ——
—◡◡◡ˌ—◡◡◡ˌ—◡◡◡ˌ——
Die erste Strophe von Ball:
Schimmerflut, Farbenglut, Düften aus dem Orient,

Festgepräng, Blumenflor, Frauen in dem reichsten Schmuck,

Stattlich und in Schuh'n Herrn, Mädchen, die mit Liebreiz

Plaudern in dem sommerlichen, jugendlichen Anzug!
Findet eine solche Auflösung in mehreren der kretischen Versfüße statt, ist es oft sinnvoller, solche Verse als päonische Verse zu betrachten wie in diesem Beispielvers von Johann Heinrich Voß:
Düsterer und schauerlicher schattete die Mitternacht
Hier ist gleich bei drei Kretikern eine Länge in zwei Kürzen aufgelöst worden, der Vers wird danach als in der Bewegung päonisch wahrgenommen:
—◡◡◡ˌ—◡◡◡ˌ—◡◡◡ˌ—◡—
Voß hat die in Ball verwendete Strophe in Die Eintracht in die deutsche Dichtung eingeführt und schreibt zu ihr: „Das Metrum besteht aus päonischen Füßen, denen der Kretikus und der Spondeus Halt gibt.“

### Kretisch-trochäische Mischverse
Da längere Verse, die nur aus Kretikern gebildet sind, im Deutschen hart klingen und das Ohr leicht ermüden, finden sich nach antikem Vorbild oft Verse, die mit zwei Kretikern beginnen, dann aber drei oder vier Trochäen folgen lassen und sowohl akatalektisch als auch katalektisch enden können. In selbstgestalteten Odenstrophen verwendet solche Verse zum Beispiel Klamer Schmidt in Vaterland; Friedrich Rückert hat mit so gebauten Versen Ghaselen gestaltet wie Der Schmerz oder Im Frühlingstau, das diesen Vers verwendet:
—◡—ˌ—◡—ˌ—◡—◡—◡
Das Rückerts Ghasel eröffnende Verspaar:
Weil im Feld Frühlingstau perlt am jungen Grase,

Sollt' ich nicht Freudenquell lassen tau'n vom Glase?
Weitere in solchen Versen geschriebene Ghaselen finden sich bei Karl Friedrich Schimper, zum Beispiel Harre du noch aus, Weltalter oder Flatt're mit dem Wind dahin, das diesen Vers verwendet:
—◡—ˌ—◡—ˌ—◡—◡—◡—
Die ersten vier Verse:
Blumenflor, kaum geschaut, flatt're mit dem Wind dahin!

Dürres Laub, rausche laut, flatt're mit dem Wind dahin!

Toller Spuk, Zauberschloss, das im Spiel der Augenblick

Wieder bricht, wie er's baut, flatt're mit dem Wind dahin!